# Flan

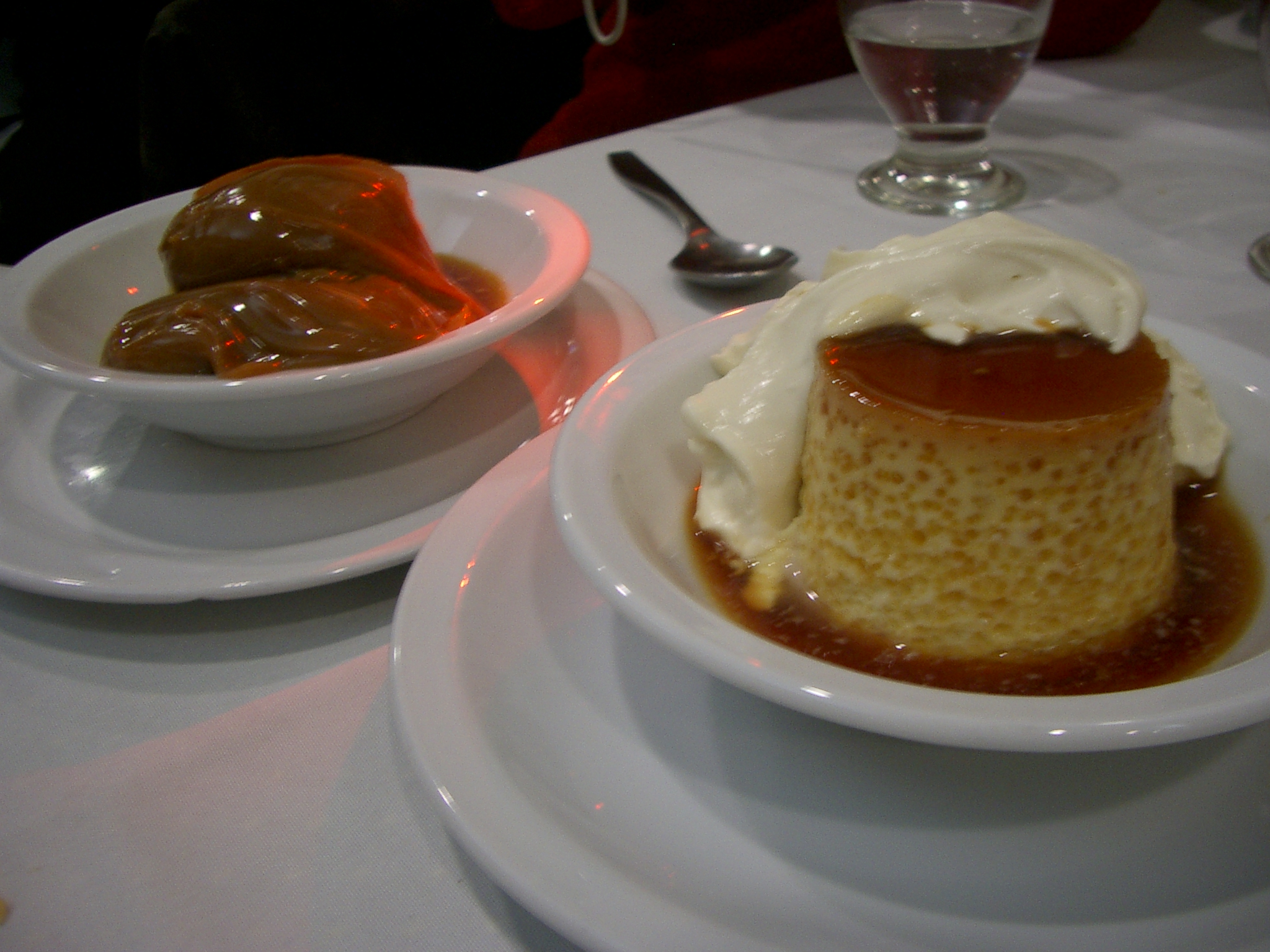
Argentinischer Flan mit Dulce de leche

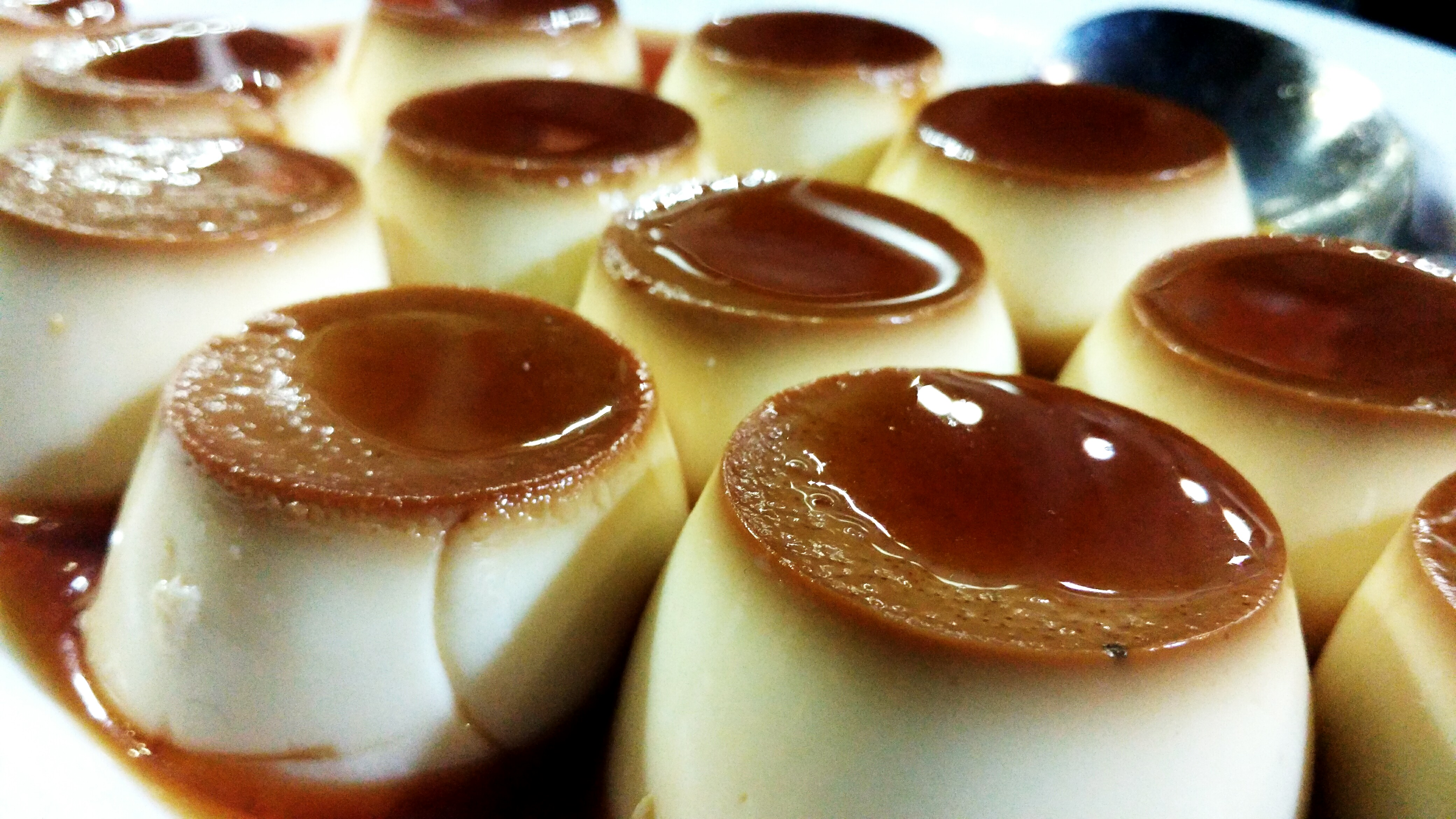
Französische Crème caramel

Ein Flan ist eine im Wasserbad gestockte Masse aus Eiern und Flüssigkeit. Man unterscheidet zwischen dem klassischen süßen Flan aus Ei, Milch und Zucker sowie dem pikanten Flan, bei dem statt Zucker Salz und statt Milch Brühe oder püriertes Gemüse verwendet werden. 
Süßer Flan ist ein verbreiteter Nachtisch in Portugal, Spanien, Lateinamerika und den Philippinen. Eine bekannte Variation der französischen Küche ist die Crème caramel.

## Zubereitung
Für die Zubereitung des süßen Flans werden Eier mit Zucker verrührt, bis sich der Zucker aufgelöst hat und eine cremige, aber nicht schaumige Masse entstanden ist. Die Eiercreme wird mit heißer Milch verrührt und in Portionsförmchen, die zuvor mit karamellisiertem Zucker ausgegossen wurden, etwa 60 Minuten im heißen Wasserbad gegart. Bei diesem Prozess versteift sich die Creme wegen der im Ei enthaltenen Proteine zu einer relativ stabilen Puddingmasse. Anschließend wird der Flan gekühlt und zum Servieren aus dem Förmchen gestürzt. Der dann flüssig gewordene Karamell umfließt den Flan als Spiegel.

## Varianten
In Frankreich ist der Flan auch als Kuchen mit einem Boden aus Mürbeteig geläufig, der sogenannte Flan pâtissier.
In Venezuela, und daher auch auf den kanarischen Inseln, wird die sehr ähnliche Speise Quesillo zubereitet, wobei anstelle von Milch und Zucker gezuckerte Kondensmilch verwendet wird. Außerdem ist die fertige Speise mit kleinen Löchern durchsetzt (wie manche Käsesorten), was zu seinem Namen führte.

### Leche asada

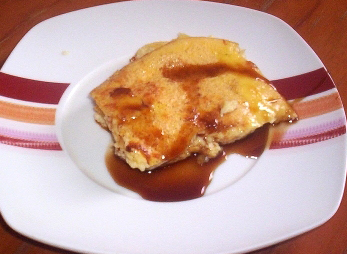
Leche asada

Leche asada (gebackene Milch) ist eine Spezialität vor allem der Küche der kanarischen Inseln. Im Gegensatz zum im Wasserbad gestockten Flan wird dieses Dessert etwa 30 Minuten im Ofen gebacken. 
Die wesentlichen Zutaten sind wie beim süßen Flan Milch, Eier und Zucker; die meisten Rezepte nennen noch Zitronenschale, Zimt, Salz, einige auch Vanille. Möglicherweise sind die in manchen Rezepten erwähnten gemahlenen Kekse (oder Zwieback) ein Ersatz für ursprünglich verwendeten Gofio. Auf La Gomera wird die Milch von Ziegen verwendet; eine wichtige Zugabe ist Palmhonig. 
Zahlreiche Rezeptvariationen dieser Süßspeise sind auch in Südamerika (Bolivien, Chile, Peru) bekannt. 